# Wacław Różański
Wacław Różański (ur. 5 maja 1913 w Częstochowie, zm. 2 stycznia 1994 roku) – profesor nadzwyczajny doktor inżynier.

## Życiorys

### Dzieciństwo
Urodził się 05.05.1913 roku w Częstochowie, w rodzinie pracownika kolejowego.
- w 1919 roku wraz z rodzicami przeniósł się z Częstochowy do Kielc, gdzie po ukończeniu szkoły powszechnej, podjął naukę w Państwowym Gimnazjum im. Mikołaja Reja,
- w 1932 roku zdał maturę i rozpoczął ochotniczą służbę wojskową w4 Pułku Piechoty Legionów w Kielcach,
- w 1933 roku ukończył Dywizyjny Kurs Podchorążych uzyskując stopień plutonowego podchorążego,
- w tym samym roku podjął pracę zawodową w Starachowickich Zakładach Górniczo- Hutniczych, jako urzędnik w dziale broni,
- w 1935 roku zdał egzamin konkursowy na Wydział Hutniczy Akademii Górniczo – Hutniczej w Krakowie. Podczas studiów utrzymywał się początkowo z pracy W Stacji Doświadczalnej Akademii Górniczej, a od 1938 roku pracował w Zbrojowni nr I w Krakowie, jako konstruktor narzędzi i przyrządów warsztatowych[2].

### Wojna światowa
Podczas II wojny światowej przyjął pseudonim „Żubr”. Podczas akcji „Burza” walczył w 4. Pułku Piechoty Legionów Armii Krajowej. W sztabie pułku pełni funkcję oficera broni. Po demobilizacji oddziałów został szefem Referatu Uzbrojenia Obwodu AK Częstochowa.

### Okres powojenny
W lutym 1945 roku powrócił do Krakowa, gdzie wznowił studia na AGH, pracując równocześnie jako asystent w Katedrze Metalografii i Obróbki Termicznej. W 1946 obronił pracę magisterską, a w 1958 otrzymał tytuł docenta, był prodziekanem i dziekanem wydziału metalurgicznego. W 1965 otrzymał tytuł prof. nadzwyczajnego Nauk Technicznych, organizował i kierował punktami konsultacyjnymi AGH w Kielcach i Końskich.
Kierował punktem konsultacyjnym studiów wieczorowych krakowskiej Akademii Górniczo-Hutniczej w Radomiu.
Współpracował z Hutą w Ostrowcu Świętokrzyskim, prowadził badania nad odtworzeniem starożytnego procesu dymarskiego, popularyzował wyniki odkryć archeologicznych, był współorganizatorem pierwszych „Dymarek Świętokrzyskich” oraz Muzeum Starożytnego Hutnictwa Świętokrzyskiego w Nowej Słupi.
Zmarł w 1994 r.‚ został pochowany w Krakowie.
Miał syna dr inż. Wojciecha Różańskiego.

## Odznaczenia
- Srebrny Krzyż Zasługi z Mieczami,
- Srebrny Krzyż Zasługi,
- Krzyż Kawalerski Orderu Odrodzenia Polski,
- Krzyż Komandorski z Gwiazdą Orderu Odrodzenia Polski,
- Medal 10-lecia Polski Ludowej,
- Medal Zwycięstwa i Wolności 1945
- Medal Srebrny Virtuti Militari,
- Krzyż Partyzancki,
- Krzyż Walecznych,
- Krzyż Kampanii Wrześniowej,
- Złota Odznaka Honorowa NOT[1].

## Upamiętnienie
W 2021 roku Wacław Różański został patronem Mostu Herbskiego w Kielcach.